# Кфар-Ям
Кфар-Ям (ивр. כפר ים‎, дословно — «Морская деревня») — бывшее светское израильское поселение в блоке Гуш-Катиф, который принадлежал Региональному совету побережья Газы (Хоф-Аза) в секторе Газа, основанное в 1983 году на побережье Средиземного моря как единое поселение.
Все еврейские жители были выселены, а земля передана Палестинской национальной администрации в рамках одностороннего размежевания и ухода Израиля 18 августа 2005 года.

## История
Небольшое поселение Кфар-Ям было создано недалеко от берега Средиземного моря в 1983 году, когда две семьи поселились в заброшенном комплексе, который до 1967 года использовался египетской армией. В южной части поселения находится древний курган (Тель-Альгинан), который был заселён в эпоху средней бронзы и в начале периода расселения колен Израиля.
В 1985 году к ним присоединилась ещё одна семья, которая поселилась в южной части поселка, а в 1996 году в посёлке поселилась четвёртая семья. На пике своего развития поселение насчитывало четыре семьи и несколько одиноких людей, которые зарабатывали на жизнь в основном сельским хозяйством.
Это был разрозненный поселок индивидуальных поселенцев. Жители занимались интенсивным сельским хозяйством в тепличных комплексах Посёлок не имел официального статуса, хотя фактически представлял собой независимый муниципалитет со своим представительством в региональном совете Хоф-Аза.
Шая Дойч, жительница поселка, была убита здесь во время первой палестинской интифады.
На протяжении многих лет поселение сохранило свой особый характер и количество жителей.